# ويلي بيرتن
ويلي بيرتن (بالإيطالية: Willy Bertin)‏ هو متسلق جبال تزلج ‏ إيطالي، ولد في 26 أغسطس 1944 في أنجرونيا في إيطاليا.

## وصلات خارجية
- ويلي بيرتن على موقع اللجنة الأولمبية الدولية (الإنجليزية)
- ويلي بيرتن على موقع أوليمبيديا (الإنجليزية)
- ويلي بيرتن على موقع CONI honoured athlete website (الإيطالية)